# Шахта «Північна» (Макіївка)
ДВАТ «Шахта "Північна"». Входить до ВАТ ДХК «Макіїввугілля».

## Загальна характеристика
Стала до ладу у 1971 р з виробничою потужністю 620 тис.т на рік.
Фактичний видобуток 1394/684 т/добу (1990/1999). У 2003 р видобуто 224,9 тис.т вугілля.
Максимальна глибина 895/785 м (1991/1999).
Протяжність підземних виробок 52,3/50,7 км (1991/1999).
У 1990 р. розроблялися пласти m3, l2', l8', у 1999 — тільки m3 потужністю 1,2 м, кут падіння 11-14°.
Пласт небезпечний щодо раптових викидів вугілля і газу,  за вибухом вугільного пилу.
Кількість очисних вибоїв 5/3 (1990/1999), підготовчих 23/11 (1990/1999).
Кількість працюючих: 2954/1867 осіб, в тому числі підземних 1901/1076 осіб (1990/1999).
Адреса: 86143, м. Макіївка, Донецької обл.